# 福遍郡
福遍郡（英語：Fort Bend County，或譯本德堡郡）是位於美国德克萨斯州東南部的一個縣，面積2,295平方公里。根据2020年美國人口普查，共有人口82萬2,779人。縣治里奇蒙（Richmond）。該縣成立於1837年12月29日，縣政府成立於1838年1月，縣名來自位於布拉索斯河沿岸的本德堡。